# 大板镇 (巴林右旗)
大板镇，是中华人民共和国内蒙古自治区赤峰市巴林右旗下辖的一个镇。

## 行政区划
大板镇下辖以下地区：
第一社区、第二社区、第三社区、第四社区、第五社区、第六社区、第七社区、第八社区、第九社区、第十社区、套白村、巴罕宝拉格村、麻斯他拉嘎查、大板村、西郊村、百兴嘎查、莫日古其格村、都希嘎查、伊逊毛都嘎查、德日苏宝龙嘎查、乌兰图嘎嘎查、友爱村、新立村、红星村、翁根毛都嘎查、西山村、浩饶沁嘎查、宝力格嘎查、阿日班格日嘎查、胡斯台嘎查、查日斯台嘎查、归勒苏台嘎查、那日斯台嘎查、准哈日毛都嘎查、巴彦汗嘎查、巴润哈日毛都嘎查、苏艾勒嘎查、吉布吐村、乌额根吐嘎查、胡特林高勒村、沙日沐沦嘎查、和布特哈达村、友联村、新达冷村、前进村和玛拉沁村。

## 教育
- 汉语言学校
  - 高中：大板三中
  - 初中：大板二中、大板四中
  - 小学：实验小学、大板六小、大板九小、铁路小学
  - 其他：文峰学校（私立，中小学）

大板九年制学校（中小学）
- 蒙语学校
  - 高中：大板一中
  - 初中：大板蒙中
  - 小学：大板一小